# Radicalisme culturel
 (novembre 2021).
Si vous disposez d'ouvrages ou d'articles de référence ou si vous connaissez des sites web de qualité traitant du thème abordé ici, merci de compléter l'article en donnant les références utiles à sa vérifiabilité et en les liant à la section « Notes et références ».
Le radicalisme culturel (en danois Kulturradikalisme) est un mouvement culturel danois, mais aussi plus tard norvégien et Suédois. Ce mouvement a été particulièrement influent dans l'entre-deux-guerres.
Le terme de « radicalisme culturel » d'abord été utilisé dans un essai par Elias Bredsdorff dans le grand format du journal Politiken, en 1956. Bredsdorff décrit les radicaux culturels comme des gens qui sont socialement responsables dans une perspective internationale.
Le radicalisme culturel a souvent été décrit comme étant le patrimoine de Georg Brandes, avec la fondation et la publication du journal Politiken et le magazine Kritisk Revy par Poul Henningsen, ainsi que la fondation du parti politique Radikale Venstre. Le radicalisme culturel est décrit par ses adversaires comme étant un mouvement simplement réservé à l'élite libérale intellectuelle.
Les valeurs les plus couramment associées au radicalisme culturel sont entre autres : la critique de la religion, l'opposition à des normes sociales, la critique de l'époque victorienne de la morale sexuelle, l'anti-militarisme et une ouverture à de nouveaux apports culturels autres que le western classique (par exemple, le jazz moderne, l'architecture, l'art, la littérature et le théâtre).

## À l'échelle internationale
Le radicalisme culturel est également utilisé en dehors du Danemark.
En Suède, celui-ci a été vu comme une opposition à l'Église suédoise et de la congrégation victorienne de la morale sexuelle.
En Norvège, le mouvement a été associé avec le magazine Mot Dag dans les années 1930 et ses auteurs tels que Sigurd Hoel et Arnulf Øverland.
Aux États-Unis, il est parfois utilisé comme l'opposé du conservatisme culturel, en particulier dans le contexte des différentes guerres ayant alimenté le XXe siècle.

## Les radicaux culturels
- Holger Drachmann
- Kjeld Abell
- Edvard Brandes
- Georg Brandes
- Bernhard Christensen
- Mogens Brouillard
- Poul Henningsen (PH)
- Edvard Heiberg
- Viggo Hørup
- Hans Kirk
- Ove Roulé
- Hans Scherfig
- Klaus Rifbjerg
- Tøger Seidenfaden